# Tagzout
Tagzout är en ort i Marocko.   Den ligger i regionen Oriental, 300 km öster om huvudstaden Rabat.